# 629.
◄ | 6. stoljeće | 7. stoljeće | 8. stoljeće | ►
◄ | 590-ih | 600-ih | 610-ih | 620-ih | 630-ih | 640-ih | 650-ih | ►
◄◄ | ◄ | 626. | 627. | 628. | 629. | 630. | 631. | 632. | ► | ►►
Astronomija • Književnost • Kršćanstvo • Pravo • Promet

## Smrti
- Klotar II., franački kralj (* 584.)

## Vanjske poveznice
|  | Zajednički poslužitelj ima još gradiva o temi 629. |